# Miss Mondo Italia 2019
La quattordicesima edizione di Miss Mondo Italia si è tenuto al Teatro Italia - Gallipoli di Gallipoli. Nunzia Amato, della Campania, ha incoronato la vincitrice Adele Sammartino, anch'essa della Campania, alla fine dell'evento.

## Piazzamenti
| Risultato finale       | Concorrente                   |
| ---------------------- | ----------------------------- |
| Miss Mondo Italia 2019 | - Campania - Adele Sammartino |
| 2ª Classificata        | - Veneto - Katia Riparelli    |
| 3ª Classificata        | - Lazio - Lorenza Di Cesare   |

## Eventi di Fast Track
I vincitori degli eventi di Fast Track sono diventati i semi finalisti di Miss Mondo Italia 2018
| Eventi di Fast Track | Vincitori                              |
| -------------------- | -------------------------------------- |
| Miss Sport           | - Lazio - Diana Giometti               |
| Miss Model           | - Veneto - Katia Riparelli             |
| Miss Beach           | - Piemonte - Stefania Senatore         |
| Miss Talent          | - Friuli-Venezia Giulia - Sarah Pessot |

## Titoli speciali
| Titoli speciali             | Vincitori                        |
| --------------------------- | -------------------------------- |
| Miss Vitality´s             | - Lazio - Lorenza Di Cesare      |
| Miss Gilcagne´              | - Veneto - Katia Riparelli       |
| La Miss del Web by Agricola | - Liguria - Mariela Nunez        |
| Miss Caroli Hotels          | - Lombardia - Stephanie Bellarte |

## Le concorrenti
Tutte le 50 delegate sono state confermate:
| No. | Regione               | Concorrente            | Età | Città           |
| --- | --------------------- | ---------------------- | --- | --------------- |
| 1   | Friuli-Venezia Giulia | Mihaela Macnovit       |     | Tolmezzo        |
| 2   | Valle d'Aosta         | Sharon Cuzzi           |     |                 |
| 3   | Sicilia               | Gaia Piazzese          |     | Siracusa        |
| 4   | Calabria              | Erika Arena            |     | Reggio Calabria |
| 5   | Sardegna              | Elena Bellu            |     | Monserrato      |
| 6   | Umbria                | Chiara Poccioli        | 18  | Perugia         |
| 7   | Lazio                 | Lorenza Di Cesare      |     | Vasto           |
| 8   | Friuli-Venezia Giulia | Elisa Saro             |     |                 |
| 9   | Lombardia             | Vittoria Rizzi         |     |                 |
| 10  | Sicilia               | Giorgia Rosponi        |     |                 |
| 11  | Campania              | Simona Giordano        |     |                 |
| 12  | Emilia-Romagna        | Linda Taddei           |     |                 |
| 13  | Lombardia             | Chiara Rocca           |     |                 |
| 14  | Lazio                 | Elisa Patrizi          |     |                 |
| 15  | Lombardia             | Ilaria Scibilia        |     |                 |
| 16  | Piemonte              | Stefania Senatore      |     |                 |
| 17  | Sicilia               | Matilde Valente        |     |                 |
| 18  | Lombardia             | Lara Tranchini         |     |                 |
| 19  | Umbria                | Martina Marchi         |     | Spoleto         |
| 20  | Veneto                | Alice Zanni            |     |                 |
| 21  | Sicilia               | Lucilla Ruffo          |     |                 |
| 22  | Veneto                | Amaya Perera           |     |                 |
| 23  | Lombardia             | Francesca Molinaro     |     |                 |
| 24  | Sicilia               | Giusy Marasà           |     |                 |
| 25  | Friuli-Venezia Giulia | Sarah Pessot           |     |                 |
| 26  | Puglia                | Martina Vinetti        |     |                 |
| 27  | Trentino-Alto Adige   | Chantelle Mese         |     |                 |
| 28  | Campania              | Morena Scirocco        |     |                 |
| 29  | Lombardia             | Catalina Jacob         |     |                 |
| 30  | Lazio                 | Diana Giometti         |     |                 |
| 31  | Liguria               | Mariela Nunez          |     |                 |
| 32  | Toscana               | Sara Gallina           |     |                 |
| 33  | Emilia-Romagna        | Eleonora Lambertini    |     |                 |
| 34  | Lombardia             | Stephanie Bellarte     |     |                 |
| 35  | Veneto                | Katia Riparelli        |     |                 |
| 36  | Sicilia               | Miriam Anastasi        |     |                 |
| 37  | Lazio                 | Gaia Di Giovanni       |     |                 |
| 38  | Emilia-Romagna        | Michela Bugoni         |     |                 |
| 39  | Puglia                | Ludovica Nannavecchia  |     |                 |
| 40  | Veneto                | Gloria Carraro         |     |                 |
| 41  | Lombardia             | Valentina Pecchi       |     |                 |
| 42  | Calabria              | Maria Giulia Caruso    |     |                 |
| 43  | Sicilia               | Agnese Bartolone       |     |                 |
| 44  | Puglia                | Maria Grazia Circhetta |     |                 |
| 45  | Campania              | Adele Sammartino       | 23  | Pompei          |
| 46  | Toscana               | Nazila Ziarati         |     |                 |
| 47  | Veneto                | Bridget Occhielli      |     |                 |
| 48  | Sicilia               | Gresy Mannina          |     |                 |
| 49  | Piemonte              | Maya Scigliano         |     |                 |
| 50  | Emilia-Romagna        | Sofia Bulgarelli       |     |                 |